# Lista recordurilor mondiale la atletism
Lista recordurilor mondiale la atletism, cuprinde recordurile stabilite la disciplinele sportive recunoscute de Asociația Internațională de Atletism.

## Istoric
Distanțele stabilite pânâ în 1976
Alergări pe distanțe scurte
- 100 yards (91,44 m)
- 220 yards (201,17 m)
- 440 yards (402,34 m)
- 4×110-yards-ștafetă (4×100,55 m)
- 4×220-yards-ștafetă (4×201,17 m)
- 4×440-yards-ștafetă (4×402,34 m)

Alergări pe distanțe mijlocii și lungi
- 880 yards (804,68 m)
- 2 mile (3218,72 m)
- 3 mile (4828,04 m)
- 6 mile (9656,07 m)
- 10 mile (16.093,60 m)
- 15 mile (24.140,40 m)
- 4×880-yards-ștafetă (4×804,68 m)
- 4×milă (4×1609,36 m)

Obstacole
- 120 yards garduri (109,73 m)
- 220 yards garduri (201,17 m)
- 440 yards garduri (402,34 m)

## Recorduri stabilite la disciplinele olimpice

### Masculin
| Eveniment                 | Record             | Atlet | Naționalitate              | Data               | Reuniune               | Loc                            | Ref          |
| ------------------------- | ------------------ | --- | -------------------------- | ------------------ | ---------------------- | ------------------------------ | ------------ |
| 100 m                     | 9,58 (+0.9 m/s)    | Usain Bolt | Jamaica                    | 16 august 2009     | Campionatele Mondiale  | Berlin, Germania               | [ 1 ]        |
| 200 m                     | 19,19 (−0.3 m/s)   | Usain Bolt | Jamaica                    | 20 august 2009     | Campionatele Mondiale  | Berlin, Germania               | [ 1 ]        |
| 400 m                     | 43,03              | Wayde van Niekerk | Africa de Sud              | 14 august 2016     | Jocurile Olimpice      | Rio de Janeiro, Brazilia       |              |
| 800 m                     | 1:40,91            | David Rudisha | Kenya                      | 9 august 2012      | Jocurile Olimpice      | Londra, Marea Britanie         | [ 2 ]        |
| 1000 m                    | 2:11,96            | Noah Ngeny | Etiopia                    | 5 septembrie 1999  | Rieti Meeting          | Rieti, Italia                  |              |
| 1500 m                    | 3:26,00            | Hicham El Guerrouj | Maroc                      | 14 iulie 1998      | Golden Gala            | Roma, Italia                   |              |
| Milă                      | 3:43,13            | Hicham El Guerrouj | Maroc                      | 7 iulie 1999       | Golden Gala            | Roma, Italia                   |              |
| 2000 m                    | 4:44,79            | Hicham El Guerrouj | Maroc                      | 7 septembrie 1999  | ISTAF                  | Berlin, Germania               |              |
| 3000 m                    | 7:17,55            | Jakob Ingebrigtsen | Norvegia                   | 25 august 2024     |                        | Chorzów, Polonia               |              |
| 5000 m                    | 12:35,36           | Joshua Cheptegei | Uganda                     | 14 august 2020     | Herculis               | Monaco                         |              |
| 10 000 m                  | 26:11,00           | Joshua Cheptegei | Uganda                     | 7 octombrie 2020   |                        | Valencia, Spania               |              |
| 10 km (șosea)             | 26:24              | Rhonex Kipruto | Kenya                      | 12 ianuarie 2020   |                        | Valencia, Spania               |              |
| 15 km (șosea)             | 41:13              | Leonard Patrick Komon | Kenya                      | 21 noiembrie 2010  | Zevenheuvelenloop      | Nijmegen, Olanda               | [ 3 ]        |
| 20 000 m (pistă)          | 56:25,98+          | Haile Gebrselassie | Etiopia                    | 27 iunie 2007      | Golden Spike Ostrava   | Ostrava, Cehia                 | [ 4 ]        |
| 20 km (șosea)             | 55:21+             | Zersenay Tadese | Eritreea                   | 21 martie 2010     | Lisbon Half Marathon   | Lisabona, Portugalia           | [ 5 ]        |
| Semimaraton               | 57:30              | Yomif Kejelcha | Etiopia                    | 27 octombrie 2024  | Valencia Half Marathon | Valencia, Spania               | [ 6 ]        |
| O oră                     | 21 330 m           | Mo Farah | Regatul Unit               | 4 septembrie 2020  | Liga de Diamant        | Bruxelles, Belgia              |              |
| 25 000 m                  | 1:12:25,4+         | Moses Mosop | Kenya                      | 3 iunie 2011       | Prefontaine Classic    | Eugene, Statele Unite          | [ 7 ]        |
| 25 km (șosea)             | 1:11:18            | Dennis Kipruto Kimetto | Kenya                      | 6 mai 2012         | BIG 25                 | Berlin, Germania               | [ 8 ] [ 9 ]  |
| 30 000 m                  | 1:26:47,4          | Moses Mosop | Kenya                      | 3 iunie 2011       | Prefontaine Classic    | Eugene, Statele Unite          | [ 7 ] [ 10 ] |
| 30 km (șosea)             | 1:27:38+           | Patrick Makau Musyoki | Kenya                      | 25 septembrie 2011 | Maratonul Berlin       | Berlin, Germania               | [ 11 ]       |
| 40 km (șosea)             | 1:57:12+           | Wilson Kipsang | Kenya                      | 29 septembrie 2013 | Maratonul Berlin       | Berlin, Germania               | [ 12 ]       |
| Maraton                   | 2:00:35            | Kelvin Kiptum | Kenya                      | 6 octombrie 2023   | Maratonul Chicago      | Chicago, Statele Unite         | [ 13 ]       |
| 100 km (șosea)            | 6:09:14            | Nao Kazami | Japonia                    | 24 iunie 2018      |                        | Yūbetsu, Japonia               |              |
| 3000 m obstacole          | 7:52,11            | Lamecha Girma | Etiopia                    | 9 iunie 2023       | Liga de Diamant        | Paris, Franța                  | [ 14 ]       |
| 110 m garduri             | 12,80 (+0.3 m/s)   | Aries Merritt | Statele Unite ale Americii | 7 septembrie 2012  | Memorial Van Damme     | Bruxelles, Belgia              | [ 15 ]       |
| 400 m garduri             | 45,94              | Karsten Warholm | Norvegia                   | 3 august 2021      | Jocurile Olimpice      | Tokio, Japonia                 |              |
| Săritura în înălțime      | 2,45 m             | Javier Sotomayor | Cuba                       | 27 iulie 1993      |                        | Salamanca, Spania              |              |
| Săritură cu prăjina       | 6,28 m             | Armand Duplantis | Suedia                     | 12 august 2025     |                        | Budapesta, Ungaria             | [ 16 ]       |
| Săritură în lungime       | 8,95 m (+0.3 m/s)  | Mike Powell | Statele Unite ale Americii | 30 august 1991     | Campionatele Mondiale  | Tokio, Japonia                 |              |
| Triplusalt                | 18,29 m (+1.3 m/s) | Jonathan Edwards | Regatul Unit               | 7 august 1995      | Campionatele Mondiale  | Göteborg, Suedia               | [ 17 ]       |
| Aruncarea greutății       | 23,56 m            | Ryan Crouser | Statele Unite ale Americii | 27 mai 2023        | Drake Relays           | Los Angeles, Statele Unite     | [ 18 ]       |
| Aruncarea discului        | 75,56 m            | Mykolas Alekna | Lituania                   | 13 aprilie 2025    |                        | Ramona, Statele Unite          | [ 19 ]       |
| Aruncarea ciocanului      | 86,74 m            | Iuri Siedîh | Uniunea Sovietică          | 30 august 1986     | Campionatele Europene  | Stuttgart, Germania            |              |
| Aruncarea suliței         | 98,48 m            | Jan Železný | Cehia                      | 25 mai 1996        |                        | Jena, Germania                 |              |
| Decatlon                  | 9126               | Kevin Mayer | Franța                     | 16 septembrie 2018 | Décastar               | Talence, Franța                |              |
| 10.000 m marș (pistă)     | 37:53,09           | Paquillo Fernández | Spania                     | 27 iulie 2008      |                        | Santa Cruz de Tenerife, Spania |              |
| 10 km marș (șosea)        | 37:11              | Roman Rasskazov | Russia                     | 28 mai 2000        |                        | Saransk, Rusia                 | [ 20 ]       |
| 20.000 m marș (pistă)     | 1:17:25,6          | Bernardo Segura | Mexic                      | 7 May 1994         |                        | Bergen, Norvegia               |              |
| 20 km marș (șosea)        | 1:16:36            | Yusuke Suzuki | Japonia                    | 15 martie 2015     |                        | Nomi, Japonia                  |              |
| 2 ore marș (pistă)        | 29,572 m +         | Maurizio Damilano | Italia                     | 3 octombrie 1992   |                        | Cuneo, Italia                  |              |
| 30.000 m marș (pistă)     | 2:01:44,1          | Maurizio Damilano | Italia                     | 3 octombrie 1992   |                        | Cuneo, Italia                  |              |
| 50.000 m marș (pistă)     | 3:35:27,20         | Yohann Diniz | Franța                     | 12 martie 2011     |                        | Reims, Franța                  | [ 21 ]       |
| 50 km marș (șosea)        | 3:32:33            | Yohann Diniz | Franța                     | 15 august 2014     | Campionatele Europene  | Zürich, Elveția                |              |
| ștafetă 4x100 m           | 36,84              | Nesta Carter Michael Frater Yohan Blake Usain Bolt | Jamaica                    | 11 august 2012     | Jocurile Olimpice      | Londra, Marea Britanie         | [ 22 ]       |
| ștafetă 4x200 m           | 1:18,63            | Nickel Ashmeade Warren Weir Jermaine Brown Yohan Blake | Jamaica                    | 24 martie 2014     | World Relays           | Nassau, Bahamas                |              |
| ștafetă 4x400 m           | 2:54,29            | Andrew Valmon Quincy Watts Butch Reynolds Michael Johnson | Statele Unite ale Americii | 22 august 1993     | Campionatele Mondiale  | Stuttgart, Germania            | [ Note 2 ]   |
| ștafetă 4x800 m           | 7:02,43            | Joseph Mutua William Yiampoy Ismael Kombich Wilfred Bungei | Kenya                      | 25 august 2006     | Memorial Van Damme     | Bruxelles, Belgia              |              |
| ștafetă 4x1500 m          | 14:22,22           | Collins Cheboi Silas Kiplagat James Kiplagat Magut Asbel Kiprop | Kenya                      | 25 mai 2014        | World Relays           | Nassau, Bahamas                |              |
| ștafetă 4xmile            | 15:49,08           | Eamonn Coghlan Ray Flynn Frank O'Mara Marcus O'Sullivan | Irlanda                    | 17 august 1985     |                        | Dublin, Irlanda                | [ 23 ]       |
| ștafetă marathon (Ekiden) | 1:57:06            | Josephat Ndambiri 13:24 (5 km) Martin Mathathi 27:12 (10 km) Daniel Muchunu Mwangi 13:59 (5 km) Mekubo Mogusu 27:56 (10 km) Onesmus Nyerre 14:36 (5 km) John Kariuki 19:59 (7,195 km) | Kenya                      | 23 noiembrie 2005  | Chiba Ekiden           | Chiba, Japonia                 |              |

### Feminin
| Eveniment             | Record | Atletă | Naționalitate               | Data                  | Reuniune                      | Loc                             | Ref           |
| --------------------- | --- | --- | --------------------------- | --------------------- | ----------------------------- | ------------------------------- | ------------- |
| 100 m                 | 10,49 | Florence Griffith Joyner | Statele Unite ale Americii  | 16 iulie 1988         | US Olympic Trials             | Indianapolis, Statele Unite     |               |
| 200 m                 | 21,34 (+1,3 m/s) | Florence Griffith Joyner | Statele Unite ale Americii  | 29 septembrie 1988    | Jocurile Olimpice             | Seul, Coreea de Sud             |               |
| 400 m                 | 47,60 | Marita Koch | Republica Democrată Germană | 6 octombrie 1985      | Cupa Mondială                 | Canberra, Australia             |               |
| 800 m                 | 1:53,28 | Jarmila Kratochvílová | Cehoslovacia                | 26 iulie 1983         |                               | München, Germania               |               |
| 1000 m                | 2:28,98 | Svetlana Masterkova | Rusia                       | 23 august 1996        | Memorial Van Damme            | Bruxelles, Belgia               |               |
| 1500 m                | 3:49,04 | Faith Kipyegon | Kenya                       | 7 iulie 2024          | Diamond League                | Paris, Franța                   | [ 24 ]        |
| Milă                  | 4:07,64 | Faith Kipyegon | Kenya                       | 22 iulie 2023         | Liga de Diamant               | Monaco                          | [ 25 ]        |
| 2000 m                | 5:19,70 | Jessica Hull | Australia                   | 12 iulie 2024         |                               | Monaco                          |               |
| 3000 m                | 8:06,11 | Wang Junxia | China                       | 13 septembrie 1993    | Chinese National Games        | Beijing, China                  |               |
| 5000 m                | 14:00,21 | Gudaf Tsegay | Etiopia                     | 17 septembrie 2023    |                               | Eugene, Statele Unite           | [ 26 ]        |
| 10 000 m              | 28:54,14 | Beatrice Chebet | Kenya                       | 25 mai 2024           | Liga de Diamant               | Eugene, Statele Unite           |               |
| 10 km (șosea)         | 30:21 | Paula Radcliffe | Marea Britanie              | 23 februarie 2003     | World's Best 10K              | San Juan, Puerto Rico           |               |
| 15 km (șosea)         | 46:27,7 | Tirunesh Dibaba | Etiopia                     | 15 noiembrie 2009     | Zevenheuvelenloop             | Nijmegen, Olanda                | [ 28 ]        |
| O oră                 | 18 930 m | Sifan Hassan | Țările de Jos               | 4 septembrie 2020     | Liga de Diamant               | Bruxelles, Belgia               |               |
| 20 000 m              | 1:05:26,6 | Tegla Loroupe | Kenya                       | 3 septembrie 2000     |                               | Borgholzhausen, Germania        |               |
| 20 km (șosea)         | 1:01:56+ | Florence Kiplagat | Kenya                       | 16 februarie 2014     | Semimaratonul Barcelona       | Barcelona, Spania               | [ 29 ]        |
| Semimaraton           | 1:02:52 | Letesenbet Gidey | Etiopia                     | 24 octombrie 2021     | Valencia Half Marathon        | Valencia, Spania                |               |
| 25 000 m              | 1:27:05,84 | Tegla Loroupe | Kenya                       | 21 septembrie 2002    |                               | Mengerskirchen, Germania        |               |
| 25 km (șosea)         | 1:19:53 | Mary Keitany | Kenya                       | 9 mai 2010            | BIG 25                        | Berlin, Germania                | [ 30 ]        |
| 30.000 m              | 1:45:50,00 | Tegla Loroupe | Kenya                       | 7 iunie 2003          |                               | Warstein, Germania              |               |
| 30 km (șosea)         | 1:38:23+ | Lilia Șobuhova | Rusia                       | 9 octombrie 2011      | Maratonul Chicago             | Chicago, Statele Unite          | [ 31 ] [ 32 ] |
| 30 km (șosea)         | 1:36:36+ a # | Paula Radcliffe | Marea Britanie              | 13 April 2003         | Maratonul Londra              | Londra, Regatul Unit            |               |
| Maraton               | 2:11:53 | Ruth Chepngetich | Kenya                       | 13 octombrie 2024     | Maratonul Chicago             | Chicago, Statele Unite          | [ 33 ]        |
| 100 km (șosea)        | 6:33:11 | Tomoe Abe | Japonia                     | 25 iunie 2000         | Lake Saroma Ultramarathon     | Yūbetsu, Japonia                |               |
| 3000 m obstacole      | 8:44,32 | Beatrice Chepkoech | Kenya                       | 20 iulie 2018         | Herculis                      | Monaco                          |               |
| 100 m garduri         | 12,12 | Tobi Amusan | Nigeria                     | 24 iulie 2022         | Campionatele Mondiale         | Eugene, Statele Unite           |               |
| 400 m garduri         | 50,37 | Sydney McLaughlin | Statele Unite ale Americii  | 8 august 2024         | Jocurile Olimpice             | Saint-Denis, Franța             |               |
| Săritură în înălțime  | 2,10 m | Iaroslava Mahucih | Ucraina                     | 7 iulie 2024          | Diamond League                | Paris, Franța                   |               |
| Săritură cu prăjina   | 5,06 m | Elena Isinbaeva | Rusia                       | 28 august 2009        | Weltklasse Zürich             | Zürich, Elveția                 | video         |
| Săritură în lungime   | 7,52 m (+1,4 m/s) | Galina Cisteakova | Uniunea Sovietică           | 11 iunie 1988         | Brothers Znamensky Memorial   | Leningrad, Uniunea Sovietică    | [ 36 ]        |
| Triplusalt            | 15,74 m | Yulimar Rojas | Venezuela                   | 20 martie 2022        | Campionatele Mondiale în sală | Belgrad, Serbia                 |               |
| Aruncarea greutății   | 22,63 m | Natalia Lisovskaia | Uniunea Sovietică           | 7 iunie 1987          |                               | Moscova, Uniunea Sovietică      |               |
| Aruncarea discului    | 76,80 m | Gabriele Reinsch | Republica Democrată Germană | 9 iulie 1988          |                               | Neubrandenburg, Germania de Est |               |
| Aruncarea ciocanului  | 82,98 m | Anita Włodarczyk | Germania                    | 28 august 2016        | Skolimowska Memorial          | Varșovia, Polonia               |               |
| Aruncarea suliței     | 72,28 m (See below) | Barbora Špotáková | Cehia                       | 13 septembrie 2008    | World Athletics Final         | Stuttgart, Germania             | [ 37 ]        |
| Heptatlon             | 7291 (See below) | Jackie Joyner-Kersee | Statele Unite ale Americii  | 23–24 septembrie 1988 | Jocurile Olimpice             | Seoul, Coreea de Sud            | [ 38 ]        |
| Heptatlon             | 12,69 (+0.5 m/s) (100 m garduri), 1,86 m (înălțime), 15,80 m (greutate), 22,56 (+1,6 m/s) (200 m) / 7,27 m (+0,7 m/s) (lungime), 45,66 m (suliță), 2:08,51 (800 m)                  | |                             |                       |                               |                                 |               |
| Decatlon              | 8358 | Austra Skujytė | Lituania                    | 14–15 aprilie 2005    |                               | Columbia, Statele Unite         |               |
| Decatlon              | 12,49 (100 m), 46,19 m (disc), 3,10 m (prăjină), 48,78 m (suliță), 57,19 (400 m) / 14,22 (100 m garduri), 6,12 m (lungime), 16,42 m (greutate), 1,78 m (înălțime), 5:15,86 (1500 m) | |                             |                       |                               |                                 |               |
| 10.000 m marș (pistă) | 41:56,23 | Nadejda Reașkina | Uniunea Sovietică           | 24 iulie 1990         |                               | Seattle, Statele Unite          |               |
| 10.000 m marș (pistă) | 41:37,9 # | Gao Hongmiao | China                       | 7 aprilie 1994        |                               | Beijing, China                  |               |
| 10 km marș (șosea)    | 41:04 # | Elena Nikolaeva | Rusia                       | 20 aprilie 1996       |                               | Soci, Rusia                     | [ 39 ]        |
| 20 000 m marș         | 1:26:52,3 | Olimpiada Ivanova | Rusia                       | 6 septembrie 2001     |                               | Brisbane, Australia             |               |
| 20 km marș (șosea)    | 1:23:49 | Yang Jiayu | China                       | 20 martie 2021        |                               | Huangshan, China                |               |
| 35 km marș (șosea)    | 2:37:15 | María Pérez | Spania                      | 21 mai 2023           |                               | Poděbrady, Cehia                |               |
| ștafetă 4×100 m       | 40,82 | Tianna Madison Allyson Felix Bianca Knight Carmelita Jeter                                                                                     | Statele Unite ale Americii  | 10 august 2012        | Jocurile Olimpice             | Londra, Great Britain           | [ 40 ]        |
| ștafetă 4×200 m       | 1:27,46 | LaTasha Jenkins, LaTasha Colander-Richardson, Nanceen Perry, Marion Jones                                                                      | Statele Unite ale Americii  | 29 aprilie 2000       | Penn Relays                   | Philadelphia, Statele Unite     |               |
| ștafetă 4×400 m       | 3:15,17 | Tatiana Ledovskaia, Olga Nazarova, Maria Pinighina, Olha Brâzhina                                                                              | Uniunea Sovietică           | 1 octombrie 1988      | Jocurile Olimpice             | Seul, Coreea de Sud             |               |
| ștafetă 4×800 m       | 7:50,17 | Nadejda Olizarenko, Liubov Gurina, Liudmila Borisova, Irina Podealovskaia                                                                      | Uniunea Sovietică           | 5 august 1984         |                               | Moscova, Uniunea Sovietică      |               |
| ștafetă 4×1500 m      | 16:27,02 | Colleen Quigley Elise Cranny Karissa Schweizer Shelby Houlihan                                                                                 | Statele Unite ale Americii  | 31 iulie 2020         |                               | Portland, Statele Unite         |               |
| ștafetă Ekiden        | 2:11:41 | Jiang Bo 15:42 (5 km) Dong Yanmei 31:36 (10 km) Zhao Fengdi 15:16 (5 km) Ma Zaijie 31:01 (10 km) Lan Lixin 15:50 (5 km) Li Na 22:16 (7,195 km) | China                       | 28 februarie 1998     |                               | Beijing, China                  |               |

Notă: până în 2004, cel mai rapid timp la maraton a fost cunoscut oficial drept "cel mai bun timp din lume", mai degrabă decât "timp record mondial", având în vedere caracterul non-uniformă de cursuri de maraton pentru aceste evenimente. Această terminologie mai veche este în continuare uneori întâlnită.